# Denny’s
Denny’s ist eine US-amerikanische Restaurantkette aus dem Segment der Fullservice-Systemgastronomie mit Hauptsitz in Spartanburg in South Carolina.

## Unternehmen
Denny’s betreibt international über 3300 Restaurants. Die Kette bietet Frühstück, Mittagessen, Abendessen und Desserts an. Dabei unterscheidet sich die Speisekarte teilweise von Restaurant zu Restaurant. In den Vereinigten Staaten sind die Restaurants von Denny’s rund um die Uhr geöffnet. Entsprechend werden dort auch alle Speisen und Getränke rund um die Uhr angeboten. Auch an Feiertagen haben die Restaurants geöffnet. Hiervon ausgenommen sind lediglich jene Feiertage, an denen das Gesetz des jeweiligen US-Bundesstaates die Schließung verlangt. Viele der Geschäfte befinden sich in der Nähe von Autobahnabfahrten, in den Industriezonen kleinerer Städte und in eher abgelegenen Gebieten. An der elektronischen Börse NASDAQ wird Denny’s unter dem Kürzel „DENN“ gehandelt.

## Länder
Denny’s betreibt 1610 Restaurants in allen 50 Bundesstaaten der Vereinigten Staaten sowie 1733 Restaurants in Puerto Rico, Curaçao, Guam, Costa Rica, El Salvador, Neuseeland, Japan, Kanada, den Vereinigten Arabischen Emiraten und Mexiko.

## Geschichte
Denny’s wurde 1953 von Harold Butler im kalifornischen Lakewood gegründet und hieß ursprünglich Danny's Donuts. Im ersten Geschäftsjahr erzielte das Unternehmen 120.000 US-Dollar an Einnahmen. Butler expandierte mit dem Geschäft und änderte den Namen 1959, als es bereits 20 Restaurants gab, auf Denny’s.
Seit 1963 wurden neue Standorte von Franchise-Partnern gegründet. Die Kette wuchs weiter und umfasste 1981 bereits über 1000 Restaurants. Bis 1991 befand sich der Hauptsitz des Unternehmens in Irvine, bevor dieser nach Spartanburg verlegt wurde. In den Folgejahren konnte das Unternehmen weiter expandieren und somit seine Marktstellung auch gegen andere Restaurantketten behaupten.

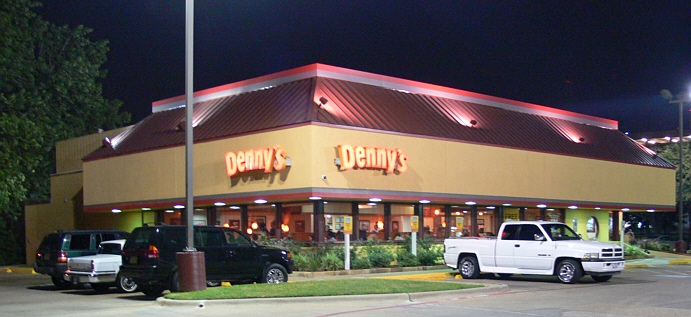
Denny’s Restaurant in Dallas

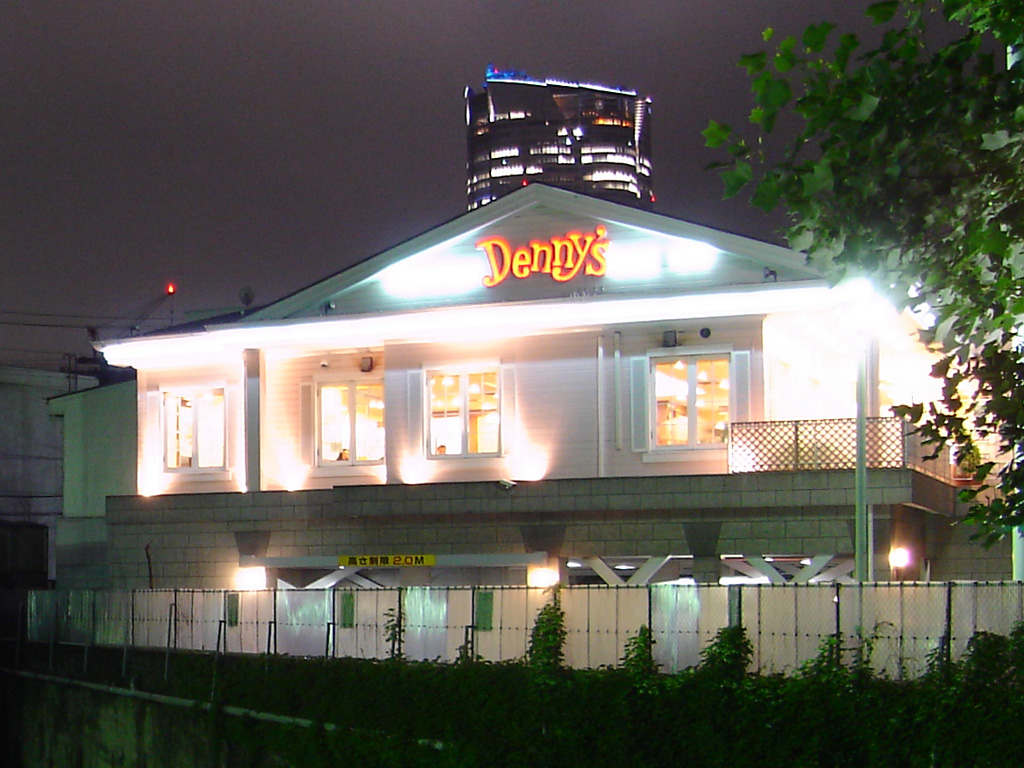
Denny’s Restaurant in Tokio

## Kontroversen
In den 1990er Jahren war Denny’s wegen Diskriminierungen in eine Reihe von Gerichtsverfahren verstrickt. Angestellte hatten sich geweigert, Angehörige von Minderheiten, insbesondere Afroamerikaner, zu bedienen, oder hatten diese schlechter bedient. Die Kanzlei für Bürgerrechtsfälle von Sharon Lybeck Hartmann, bei der auch die Menschenrechtsaktivistin Manjusha P. Kulkarni angestellt war, überwachte die Restaurantkette im Auftrag des Justizministeriums in Bezug auf die Einhaltung der Bürgerrechtsgesetze, nachdem das Unternehmen in zwei Gerichtsentscheidungen wegen Diskriminierung verurteilt worden war.
Nach Beendigung eines Sammelklageverfahrens durch einen Vergleich in Höhe von 54,4 Mio. US-Dollar startete Denny’s ein branchenweit beachtetes Sensibilisierungsprogramm für alle Mitarbeiter. Auch die Öffentlichkeitsarbeit des Unternehmens wurde verbessert und zeigte nun mehr Afroamerikaner in seinen Werbespots. Im Jahr 2001 wurde Denny’s vom Fortune Magazine ausgezeichnet als Best Company for Minorities („Bestes Unternehmen für Minderheiten“) und ist seitdem auf der Liste immer wieder unter führenden Unternehmen zu finden.
Denny’s hat infolgedessen auch weiterhin Schritte unternommen, um die Gleichbehandlung seiner Gäste sicherzustellen.